# Marsovi naravni sateliti
Mars ima dva  naravna satelita  Deimos in Fobos, ki sta verjetno zajeta asteroida

## Odkrivanje
Že pred Galilejevim odkritjem štirih velikih naravnih satelitov Jupitra v letu 1610 je Johannes Kepler predvideval, da ima Mars dva satelita. Ker ima Zemlja samo enega, Mars pa se nahaja med Zemljo in Jupirom, bi moral po njegovem sklepanju imeti dva satelita
.
V decembru leta 1877 je bil Mars v opoziciji. Asaph Hall je v 12. avgusta odkril najprej luno Deimos, potem pa 18. avgusta še luno Fobos s pomočjo Clarkovega 660 milimetrskega zrcalnega daljnogleda. Imenoval ju je po Fobosu (grško : Φόϐος, Fobos ali strah) in Deimosu (grško: Δεῖμος, Deimos ali groza) iz grške mitologije. Fobos in Deimos sta spremljala očeta boga vojne Aresa v vojno. V novejšem času so opravili dodatne raziskave, da bi našli nove naravne satelite Marsa. Tako sta Scott S. Sheppard in David C. Jewitt kljub težavam z odbito svetlobo s planeta, raziskovala v področju znotraj Hillove krogle. Novih satelitov nista našla, čeprav sta iskala tudi satelite z magnitudo 23,5, kar odgovarja nebesnim telesom s polmerom 90 m pri albedu 0,07 
.
Predvidevajo, da Mars nima večjega števila naravnih satelitov, ker so bili pogoji ob nastajanju planeta popolnoma drugačni kot pogoji ob nastajanju velikih planetov (Jupiter, Saturn,..). Pri velikih planetih se je Hillova krogla s časom zaradi privlačnih sil večala, kar se pa ni v tolikšni meri zgodilo pri Marsu. Zaradi tega tudi nima velikih naravnih satelitov.

Po odkritju dveh satelitov Marsa sta Hallov asistent in ameriški amaterski astronom Henry Draper objavila odkritje tretjega satelita, potem pa še četrtega. Kasneje se je pokazalo, da nista v tirnici okoli Marsa. Predlog za imeni obeh satelitov je dal Henry Madan po imenih iz Iliade.

## Značilnosti
Gibanje Fobosa in Deimosa je popolnoma drugačno od gibanja Lune okoli Zemlje. Fobos se giblja zelo hitro, je bliže Marsu in še večjo maso ima kot Deimos. Vzhaja na zahodu in zaide na vzhodu, ponovno se pojavi že čez 11 ur. Na nebu je samo 4,5 ur. Ker je njegova tirnica nagnjena samo za 1°, leži skoraj v ekvatorialni ravnini Marsa. Mrk Fobosa se lahko zgodi tudi 1330- krat v enem Marsovem letu. Opazovalec nad 70 ° severne (marsove) širine (ali pod 70 ° južne) nikoli ne bo videl Fobosa, ker se na nebu ne pojavi

.
Če gledamo s površine Marsa, je Fobos velik kot 1/3 Lune, kot jo vidimo s površine Zemlje. Deimos izgleda velik kot je velika Venera, gledana s površine Zemlje (ima kotni premer 2'. Na Marsu tudi nikoli ni popolnega sončevega mrka, ker sta luni premajhni, da bi popolnoma zakrili Sonce. Se pa popolni lunin mrk (z luno Fobos) zgodi skoraj vsak dan.

Obe Marsovi luni sta plimsko povezani s planetom. Vedno kažeta isto stran proti Marsu. Ker se Fobos vrti hitreje kot Mars, plimske sile počasi manjšajo polmer njegove tirnice. Nekoč v prihodnosti, ko bo tirnica manjša od Rochejeve meje, bo Fobos razpadel zaradi močnih plimskih sil. Deimos kroži malo nad sinhrono tirnico, vzhaja na vzhodu in zahaja na zahodu, za en obhod potrebuje 30 ur, na nebu je 2,7 dni in prav toliko potrebuje za ponovno vzhajanje.

## Osnovni podatki naravnih satelitov Marsa
| Ime     | Ime    | Slika | Premer (km)            | Masa (kg) | Velika polos (km) | Obhodna doba (ure) | Povprečni čas med dvema vzhodoma (ur (dni) | Leto odkritja | Odkritelj  |
| ------- | ------ | ----- | ---------------------- | --------- | ----------------- | ------------------ | ------------------------------------------ | ------------- | ---------- |
| Mars I  | Fobos  |       | 22,2 km (27×21,6×18,8) | 1,08×1016 | 9.377 km          | 7,66               | 11,12 ur (0,463 dni)                       | 1877          | Asaph Hall |
| Mars II | Deimos |       | 12,6 km (10×12×16)     | 2×1015    | 23.460 km         | 30,35              | 131 ur (5,44 dni)                          | 1877          | Asaph Hall |

## Raziskovanja
Fobos in Deimos so posnele številne vesoljske sonde, katerih osnovni clj je bil raziskovanje Marsa. Prvi posnetek Fobosa je naredila v letu 1969 sonda Mariner 7. Šele sonda Mariner 9 je v letu 1971 poslala na Zemljo kakovostnejše posnetke. Ko je prešla sonda Mariner 9 v tirnico okrog Marsa, je bil na planetu peščeni vihar, ki je onemogočal opazovanje planeta. Zaradi tega so se odločili za opazovanje lun. V letu 1977 sta Viking 1 in Viking 2 prišla na razdaljo 100 km od Fobosa in 30 km od Deimosa. Dala sta posnetke površine s precej veliko ločljivostjo . Sondi Mars Global Surveyor je v letu 1998 in 2003 ter Mars Express v 2004 sta prav tako poslali pomembne podatke o Marsovih lunah.
Sovjetski sondi Fobos 1 in Fobos 2 v letu 1989 sta bili namenjeni za raziskovanje Fobosa. Prva je bila izgubljena na poti, druga je vrnila 37 posnetkov preden se je pokvarila.
V letu 2009 Rusija planira misijo proti Fobosu z imenom Fobos grunt (Фобос-Грунт), ki bi naj vrnila vzorce s Fobosa.